# Rheinfähre Orsoy–Walsum

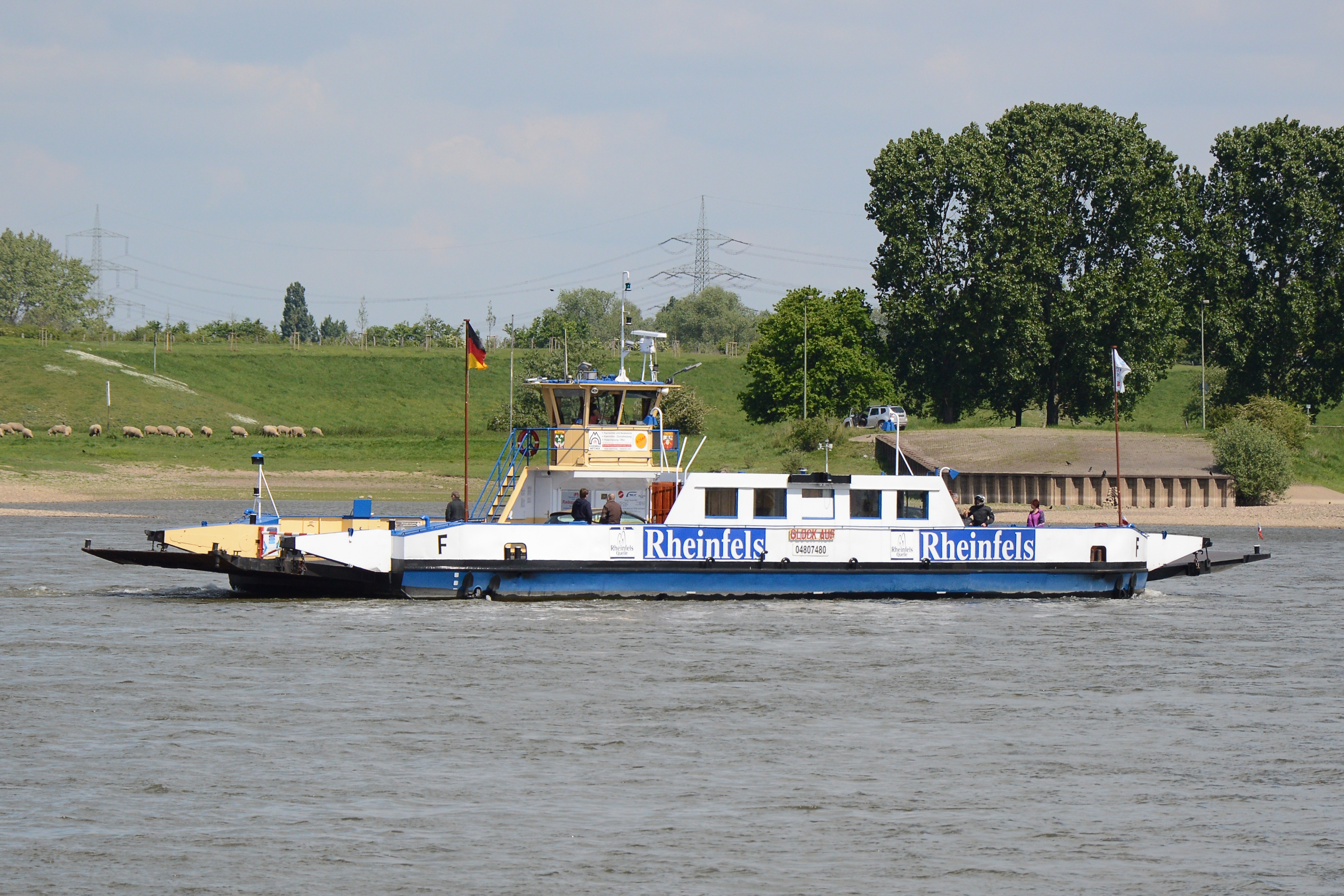
Rheinfähre Walsum-Orsoy

Die Rheinfähre Orsoy nach Walsum ist eine Autofährverbindung über den Rhein auf Höhe von Rheinkilometer 793.
Die Fähre verkehrt zwischen dem linksrheinischen Orsoy (zu Rheinberg) und dem rechtsrheinischen Walsum (zu Duisburg).

## Geschichte
Bereits seit mehreren Jahrhunderten ist eine Fährverbindung über den Rhein am territorialpolitisch und strategisch bedeutsamen Flussabschnitt zwischen Walsum und Orsoy belegt.
Das klevische Orsoy stieg ohne Erhebungsprivileg um 1270/1285 zur Stadt auf und 1347 bestätigt und wurde über die folgenden Jahrhunderte hin in mehreren Bauabschnitten immer weiter befestigt. Die Entwicklung im bereits 1233 mit Neusser Recht zur Stadt erhobenen kurkölnische Rheinberg ging nahezu parallel vonstatten. Für Orsoy ist die Errichtung einer Zollstätte 1238/40 belegt, an der seit 1279 durch die Grafen bzw. Herzöge von Kleve eine Art Flussgeleitgeld erhoben wurde. Dieses stellte um 1445 faktisch einen Sonderzoll auf kurkölnische Waren während der Soester Fehde (1444–1450) dar.
Für Rheinberg ist die Erhebung eines Rheinzolls durch die Erzbischöfe von Köln ab dem Jahr 1235 belegt.

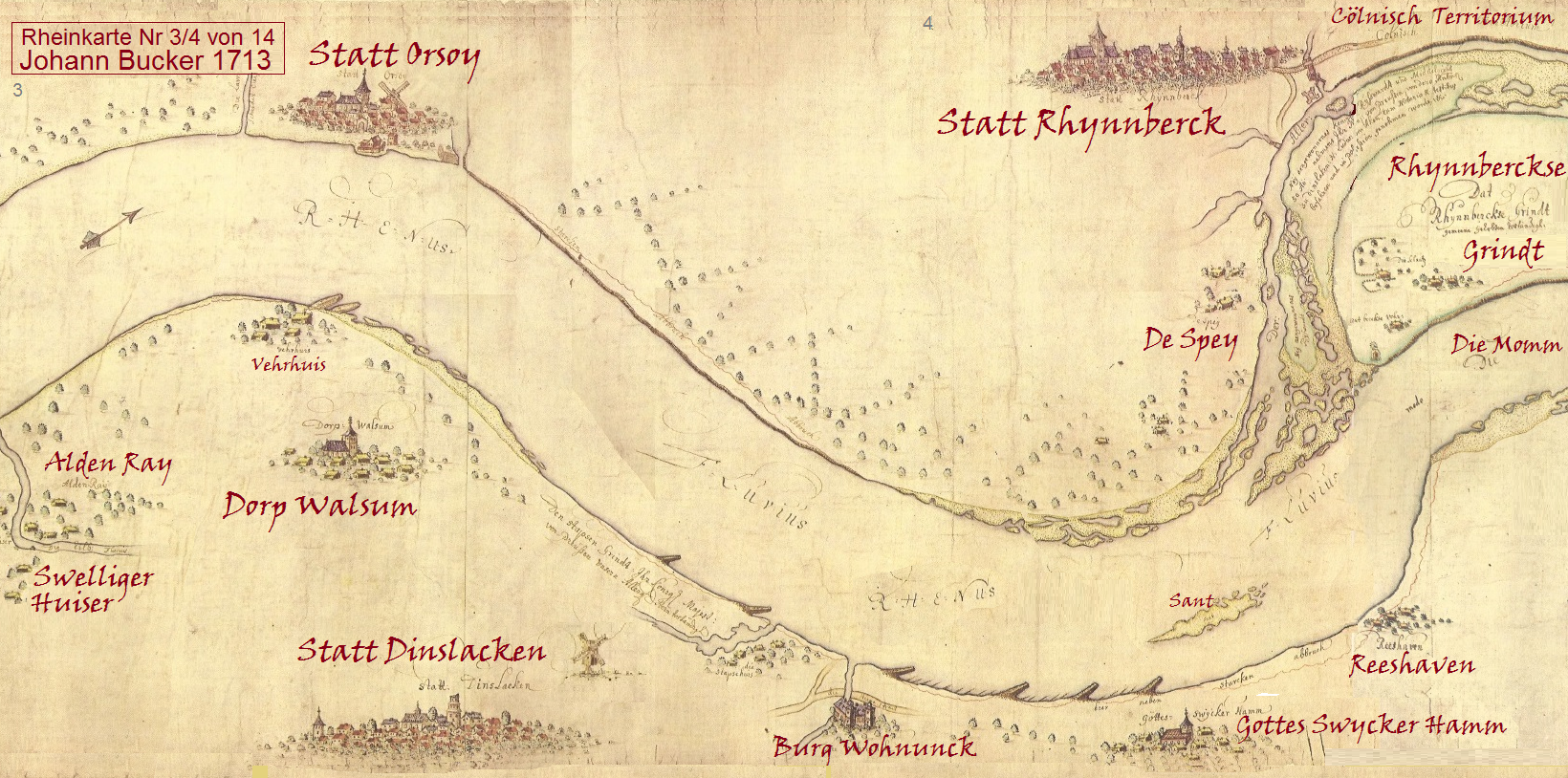
Rheinverlauf zwischen Walsum und Orsoy im Jahr 1713 nach Johann Bucker mit dem Fährhaus am Walsumer Ufer

Mindestens seit 1657 ist eine geregelte Fährverbindung über den Rhein im Bereich Walsum schriftlich belegt, als der damalige Pächter sich beklagte, dass er in seiner Arbeit behindert ist, da auf dem Rhein „wild gefahren wurde“. Eine Übersetzmöglichkeit an diese Stelle gab es aber wahrscheinlich bereits Jahrhunderte früher. Im Jahr 1713 ist das Fährhaus auf der Walsumer Seite erstmals kartografiert worden. Seit 1831 gibt es einen schnellen Pendelverkehr.
Anfangs wurde das Fährschiff von einem Pferd und bis zu sechs Fährknechten gegen die Fließströmung über den Fluss gezogen. Die Überfahrt dauerte zwischen einer halben und einer ganzen Stunde.

## Fährschiff
Die Fähre „Glück Auf“ ist die erste motorisierte Rheinfähre auf dem Abschnitt zwischen Walsum und Orsoy. Sie pendelt seit 1958 zwischen den Rheinseiten. Die Bergwerksgesellschaft Walsum hat das Schiff bauen lassen. Sie sollte vor allem die Arbeiter schnell zur Walsumer Zeche hin und wieder nach Hause bringen.
Die Fähre kann mit ihren drei je 80 PS starken Motoren 60 Tonnen bewegen. Durch den speziellen Voith-Schneider-Antrieb ist sie außergewöhnlich wendig
und kann mit maximal neun Kilometern pro Stunde in fünf bis acht Minuten über den Rhein fahren. Mit einem Tiefgang von höchstens einem Meter ist die Fähre bei jedem Wasserstand einsatzbereit.
Im Winter 2010/2011 wurden die Motoren des Fährschiffs gegen emissionsarme Maschinen ausgetauscht.